# 掛谷浩志
掛谷 浩志（かけたに ひろし、1964年8月25日 - ）は、日本の実業家、株式会社永谷園代表取締役社長。

## 人物・経歴
1964年8月25日生まれ。埼玉県出身。
1988年3月、立教大学法学部卒業。同年4月、永谷園本舗（現・永谷園ホールディングス）に入社。
2015年10月、永谷園ホールディングス経営戦略本部長代理兼経営戦略部長兼財務部長に就任し、2016年1月に同社執行役員経営戦略本部長代理兼経営戦略部長兼財務部長。
2018年4月、同社執行役員経営戦略本部長兼経営戦略部長兼海外事業部長、同年6月、同社取締役執行役員経営戦略本部長兼経営戦略部長兼Chaucer室長を歴任。
2019年4月に、永谷園取締役となり、2019年10月、同社取締役SCM本部長。
2022年4月、同社常務取締役SCM本部長を経て、2024年4月に同社専務取締役兼SCM本部長。
2025年1月、同社代表取締役社長に就任。